# Sten Reinkort
Sten Reinkort (Tartu, Estonia; 29 de abril de 1998) es un futbolista estonio. Su posición es la de delantero y su club es el F. C. Flora Tallin de la Meistriliiga de Estonia.

## Selección nacional
Tras jugar en varias categorías inferiores de la selección, finalmente hizo su debut con la selección de fútbol de Estonia en un partido amistoso contra Finlandia que finalizó con un resultado de 0-1 a favor del combinado estonio tras el gol de Martin Miller.

### Participaciones con la selección
| Torneo                                               | Categoría | Sede    | Resultado    | Partidos | Goles |
| ---------------------------------------------------- | --------- | ------- | ------------ | -------- | ----- |
| Fase de clasificación par la Eurocopa Sub-21 de 2021 | Sub-21    | Hungría | No clasificó | 10       | 1     |

## Estadísticas

### Clubes
Actualizado al último partido jugado el 6 de noviembre de 2022.
| JK Tammeka Tartu Estonia | 1.ª                 | 2018                | 20  | 3  | - | - | - | - | 20  | 3  | 0,15 |
| JK Tammeka Tartu Estonia | 1.ª                 | 2019                | 36  | 11 | 2 | 0 | - | - | 38  | 11 | 0,29 |
| JK Tammeka Tartu Estonia | 1.ª                 | 2020                | 27  | 2  | 1 | 0 | - | - | 28  | 2  | 0,07 |
| JK Tammeka Tartu Estonia | Total               | Total               | 83  | 16 | 3 | 0 | 0 | 0 | 86  | 16 | 0,19 |
| FC Flora II Tallinn Estonia | 2.ª                 | 2021                | 6   | 1  | - | - | - | - | 6   | 1  | 0,17 |
| FC Flora II Tallinn Estonia | Total               | Total               | 6   | 1  | 0 | 0 | 0 | 0 | 6   | 1  | 0,17 |
| FC Flora Tallin Estonia | 1.ª                 | 2021                | 16  | 0  | 4 | 1 | 5 | 1 | 25  | 2  | 0,08 |
| FC Flora Tallin Estonia | Total               | Total               | 16  | 0  | 4 | 1 | 5 | 1 | 25  | 2  | 0,08 |
| FC Kuressaare Estonia | 1.ª                 | 2022                | 35  | 14 | 2 | 0 | - | - | 37  | 14 | 0,38 |
| FC Kuressaare Estonia | Total               | Total               | 35  | 14 | 2 | 0 | 0 | 0 | 37  | 14 | 0,38 |
| Total en su carrera | Total en su carrera | Total en su carrera | 140 | 31 | 9 | 1 | 5 | 1 | 154 | 33 | 0,22 |
| (1) Incluye datos de Copa de Estonia y Supercopa de Estonia. (2) Incluye datos de Liga de Campeones de la UEFA y Liga Europa de la UEFA. (3) No incluye goles en partidos amistosos. |                     |                     |     |    |   |   |   |   |     |    |      |

## Palmarés

### Títulos nacionales
| Título               | Club            | País    | Año  |
| -------------------- | --------------- | ------- | ---- |
| Supercopa de Estonia | FC Flora Tallin | Estonia | 2021 |